# Phyllodactylus barringtonensis
Phyllodactylus barringtonensis (листопалий гекон баррингтонзький) — вид геконоподібних ящірок родини Phyllodactylidae. Ендемік Галапагоських островів.

## Опис
Довжина голотипу Phyllodactylus barringtonensis становить 41 мм (без врахування хвоста).

## Поширення і екологія
Вид є ендеміком острова Санта-Фе (стара назва — острів Баррингтон) в архіпелазі Галапагоських островів, площа якого становить 24 км². Поширений в сухих чагарникових заростях, на висоті до 240 м над рівнем моря.